# Borate
Le terme borate désigne une vaste gamme de composés moléculaires constitués d'atomes de bore et d'oxygène. On peut leur associer les hydroborates, qui contiennent également l'ion ou la fonction hydroxyle, ainsi que diverses formes hydratées. Les borates se rencontrent dans la nature, le plus souvent en milieu alcalin, sous forme d'anions à structure moléculaire caractérisée par des assemblages complexes de liaisons covalentes B-O, associés à des ions positifs, (cations).
Le petit atome de bore (élément non métallique), en configuration trivalente ou tétravalente dans ces composés, est très avide d'électrons et ne se rencontre pas à l'état cationique. Le bore présent dans divers minéraux est toujours sous la forme d'oxyanion borate. Parfois, il est combiné à un silicate pour former un borosilicate.
Il existe dans la nature une centaine de minéraux borates et hydroborates, en général abondants dans certains formations d'évaporites, assez tendres et peu denses. Une soixantaine est mieux connue car elle correspond aux minéraux boratés les plus communs.

## Orthoborates simples

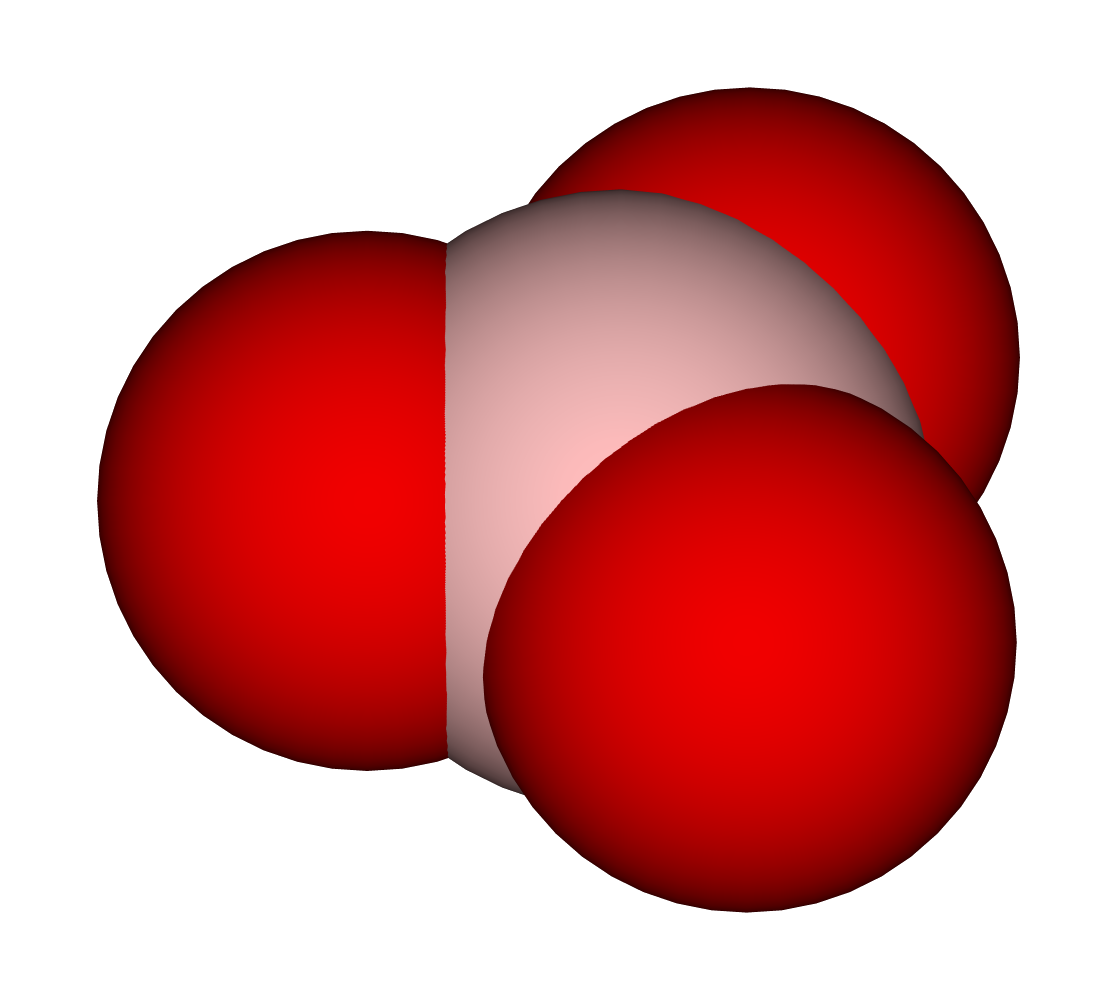
Représentation de l'ion orthoborate (BO3)3−

L'ion orthoborate qui a la forme d'une entité triangulaire plane théorique (BO3)3−, soit un atome B3+ trivalent entouré par 3 O2−, se retrouve en solution aqueuse sous diverses formes :
- en conditions acides et neutres, on trouve l'acide borique, de formule brute H3BO3 ou de formule structurelle B(OH)3, et ;
- en milieu alcalin, l'anion borate ou B(OH)4−, anciennement noté, BO2− (ion métaborate).

L'acide borique provient par exemple de la mise en dissolution de la sassolite, minéral formé de structures triangulaires planes B(OH)3 reliées entre elles par des liaisons hydrogène, et formant de vastes plans/feuillets. L'acide borique est inclus en partie dans la structure de la harkerite.
L'acide borique est le produit de décomposition ultime par mise en solution aqueuse à chaud ou à l'aide d'un acide fort de nombreux borates complexes.
A contrario, les solutions d'acide borique maintenu en milieu basique sont susceptibles de laisser se former des borates complexes.

## Métaborates et borates à structures moléculaires complexes
Certains borates comportent des chaînes linéaires ou des structures cycliques à base d'unités (BO3)3−, ou sont constitués d'ions polymères plus complexes.
L'ion (BO4)5−, formé d'un atome B3+ trivalent entouré par 4 O2−, possède une géométrie tétraédrique. Les borates peuvent ainsi former des structures anioniques compliquées, et comprenant de nombreux atomes, à l'image des silicates (tétraèdre SiO4) mais souvent à structure plane. Ils se rencontrent sous différentes variétés allotropiques : sous forme cristalline de maille caractéristique, plutôt rare et obtenue par recristallisation lente et contrôlée, et sous forme amorphe et vitreuse.
Le plus souvent, les structures des borates complexes sont détruites par dissolution dans l'eau chaude et/ou acide, contrairement à celles des silicates ou des phosphates.
Les divers ions métaborate ont pour formule empirique simplifiée : BO2−, et forment des composés métaborates qui peuvent être considérés, d'un point de vue théorique seulement, comme des composés de l'acide métaborique HBO2. Des sels courants de borates comprennent le métaborate de sodium, Na3B3O6 composé de trois unites BO3 formant un simple cycle plan.
Le plus commun est l'ion tétraborate, B4O72− à structure tricyclique ; on a également l'ion hydrogénotétraborate, HB4O7−. Le tétraborate de sodium anhydride Na2B4O7 existe à l'état naturel, mais il est plus communément à l'état hydraté sous forme de tincalite et surtout de borax.
On trouve également des anions triborate, pentaborate, hexaborate, etc.

## Minéraux naturels

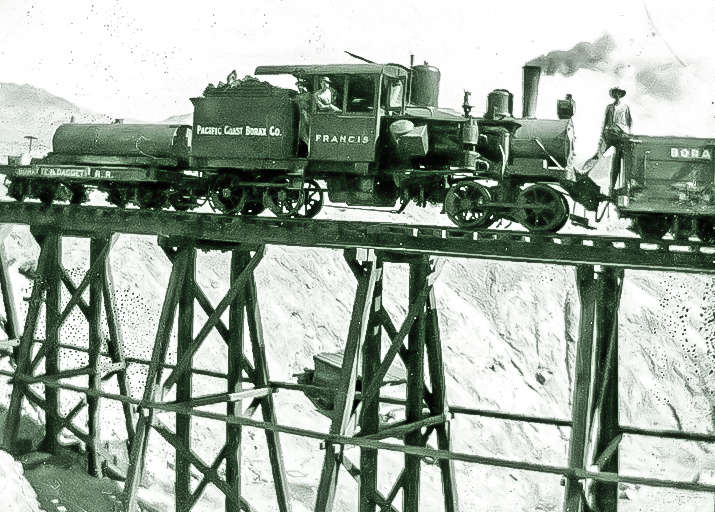
Transport du minerai extrait de la vallée de la Mort avant 1914

Les minéraux naturels de borates complexes les plus connus, une soixantaine sur une centaine inventorié, sont, outre le borax le plus abondant, la boracite, la boronatrocalcite ou ulexite, la colémanite, la borocalcite, l'ascharite ou szaibélyite, la kaliborite, la kernite, la kurnakovite, la pinnoïte, la pandermite ou pricéite, la tunellite, la larderellite, la probertite, l'inderite, l'hydroboracite, l'inyoïte, la pricéite, la ginorite et strontioginorite... mais aussi howlite, sussexite, hambergite, sinhalite, rhodizite Na, harkerite et bakerite.
Ils sont assez communs et abondants dans les évaporites des lacs boratés ou des lacs temporaires d'eaux saumâtres en milieu désertique ou aride, mais aussi dans les couches supérieures des salines ou évaporites marines, ainsi que dans différents sites hydrothermaux et parfois volcaniques.
À l'image des silicates, les borates sont classés selon leur structure :
- nésoborates, comme l'ascharite, la sussexite, la synhalite, etc. ;
- soroborates, par exemple en B2O7 comme le borax ou en B5O12 comme l'ulexite, etc. ;
- inoborates, en chaîne de BO3 et BO4 comme la colemanite ;
- tectoborates, de forme tridimensionnelle de BO3 et BO4, comme l'hambergite, la boracite ou la rhodizite Na.

La datolite est un hydroborosilicate, mais elle est communément admise dans la catégorie des nésosilicates.

## Ester de l'acide borique
Les esters de l'acide borique comprennent le borate de triméthyle, B(OCH3)3, qui est utilisé comme précurseur des esters boroniques pour le couplage de Suzuki.

## Applications
Les usages de l'acide borique et du borax illustrent le mieux les diverses applications des borates.
Les borates sont utilisés pour la préservation du bois, contre les insectes, et contre la pourriture en raison de leurs propriétés fongicides et sporicides.
Ils sont aussi utilisés comme fondant pour dissoudre des matériaux à analyser par spectrométrie de fluorescence des rayons X ou par torche à plasma, dans la technique dite de la « perle fondue ».
Le bore étant un puissant absorbeur de neutrons, l'acide borique sert également à contrôler l'activité neutronique au sein des réacteurs nucléaires à eau pressurisée (REP) au cours d'un cycle de combustible.